# Monte Alto (Guatemala)

Monte Alto e outros sítios pré-clássicos vizinhos.

Monte Alto é um importante sítio arqueológico mesoamericano do período pré-clássico situado na costa do Oceano Pacífico da actual Guatemala, a 20 km para sudeste de Santa Lucía Cotzumalguapa, no departamento de Escuintla. Os vestígios e artefactos aqui encontrados apontam para uma cultura distinta de todas as conhecidas na Mesoamérica que encontra-se entre as mais antigas desta região, identificada como uma cultura pré-olmeca, conhecida como cultura de Monte Alto.

## O sítio arqueológico
Trata-se de um sítio arqueológico extenso, datado do período pré-clássico tardio (1800 a.C. - 200), e terá sido um centro regional. Existem evidências de ligeira ocupação anterior (até ao pré-clássico inicial), mas menos relevantes que em outros sítios da região como El Bálsamo e El Cerrito Sur. Os vestígios mais recentes datam do período clássico inicial (restringem-se à estrutura 6, uma grande plataforma localizada para nordeste do sítio).
Contam-se em Monte Alto 45 estruturas principais, a mais alta das quais é uma pirâmide com cerca de 10 metros de altura.
Apesar de Monte Alto ser mais conhecido pelas suas esculturas (cabeças e barrigudos), foram também aqui encontradas mais de uma dúzia de estelas de pedra com forma tabular, além de três altares também de pedra. Estão também catalogadas 15 estelas simples. Um alinhamento de três grandes estelas simples erguidas numa linha de direcção norte-sul pode ter sido utilizado com fins astronómicos, como meio de registar os dias e a posição do sol para fins agrícolas. O azimute materializado pela pirâmide principal e pela estela mais a sul marcava o solstício de inverno. O sol nasce sobre a estela central em 19 de Fevereiro, no dia em que à meia-noite se regista a elongação oriental da estrela Eta Draconis. Segundo Marion Popenoe de Hatch, Eta Draconis exibe uma estabilidade pouco usual, e entre 1800 a.C. e 500 d.C., a data anual do seu trânsito meridional à meia-noite variou menos de um dia.. Esta mesma investigadora mostrou que os alinhamentos de certos monumentos em Takalik Abaj marcam também a elongação oriental de Eta Draconis em vários períodos da existência desta cidade.

## Arte escultórica
Muitas das esculturas de Monte Alto são também magnéticas. Apesar de alguns padrões de magnetismo distintos serem recorrentes, parece que estas esculturas foram produzidas por artesãos que estavam cientes das propriedades magnéticas dos materiais usados. Se tal se mostrar ser verdadeiro, as esculturas de Monte Alto deverão ser reconhecidas como os artefactos magnéticos mais antigos de todo o mundo.
Existem dois estilos gerais que podem ser encontrados nas esculturas de Monte Alto: um que representa a cabeça humana e o outro o corpo humano. Uma vez que ambos os tipos foram esculpidos de forma algo rudimentar a partir de penedos de basalto grandes e arredondados, as esculturas têm uma aparência bastante corpulenta. Uma vez que parecem ser figuras masculinas, são conhecidas como barrigudos.